# Idiostrangalia atrocincta
Idiostrangalia atrocincta là một loài bọ cánh cứng trong họ Cerambycidae.